# Victor Moscoso
Pour les articles homonymes, voir Moscoso et Victor Emilio Moscoso Cárdenas.
Victor Moscoso (né le 28 juillet 1936  à Oleiros en Galice) est un auteur de bande dessinée et dessinateur américain. Il est principalement connu pour ses posters psychédéliques, omniprésents lors du Summer of Love.

## Biographie
Arrivé aux États-Unis à trois ans et demi, Victor Moscoso grandit à New York. Diplômé de la High School of Industrial Art en 1952, il travaille durant deux ans pour payer ses études supérieures. Il entre à la Cooper Union en 1954, où il étudie durant trois ans les Beaux-Arts. Marqué par les théories picturales de Josef Albers, il suit ses cours à la Yale School of Art, où il est élève de 1957 à 1959. Il déménage à San Francisco en 1959. Il poursuit alors ses études en art au San Francisco Art Institute, où il enseigne de 1966 à 1972. En parallèle, il travaille pour la publicité.
À partir de 1966, il réalise des affiches pour des salles de spectacles de San Francisco, jusqu'à devenir l'un des affichistes phare de la vague psychédélique, à l'instar de Rick Griffin, Stanley Mouse, Wes Wilson ou Alton Kelley. Sa renommée lui permet de travailler en indépendant pour diverses revues (de Rolling Stone à Playboy en passant par Life) et de tirer plus de revenus de ses travaux publicitaires. Il s'installe ainsi en 1971 dans le riche comté de Marin, au nord de San Francisco.
Début 1968, il rencontre Robert Crumb, qui vient de publier le premier numéro de Zap Comix. Il participe à ce comics underground dès le deuxième numéro au printemps 1968. Présent dans tous les numéros, il en est le gestionnaire de facto au début des années 1970. Il dessine peu de bandes dessinées hors de ce comix, qui ne connaît d'ailleurs que 6 numéros après 1978, le dernier en 2005.